# Anyphaenoides volcan
Espèce
Anyphaenoides volcan est une espèce d'araignées aranéomorphes de la famille des Anyphaenidae.

## Distribution
Cette espèce est endémique du Panama.

## Publication originale
- Brescovit, 1998 : New species, synonymies and records of the Neotropical spider genus Anyphaenoides Berland (Araneae, Anyphaenidae, Anyphaeninae). Studies on Neotropical Fauna and Environment, vol. 33, no 2, p. 149-156.